# Max Amann (Politiker)

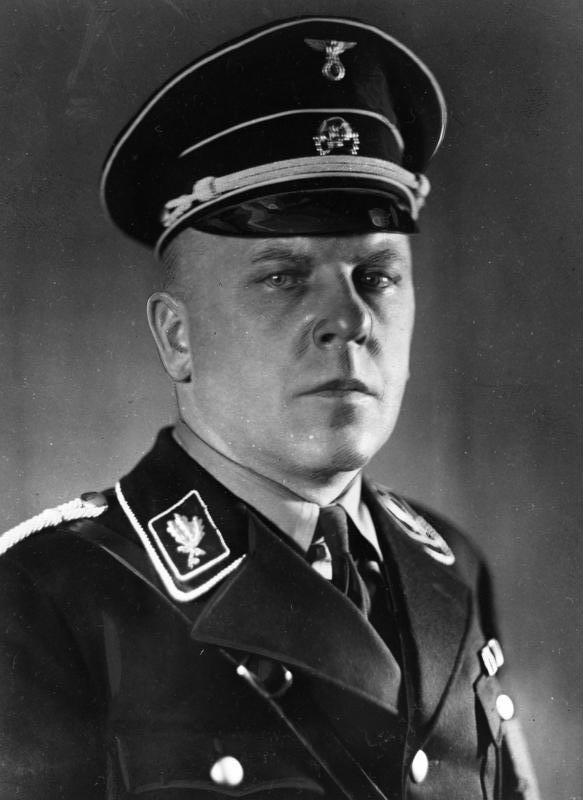
Max Amann in der schwarzen Vorkriegsuniform eines SS-Gruppenführers

Max Amann (* 24. November 1891 in München; † 29. März 1957 ebenda) war ein deutscher Politiker (NSDAP) und Publizist. Er zählte zu den frühesten Gefolgsleuten Adolf Hitlers.

## Leben
Von 1908 bis 1911 besuchte Amann eine Handelsschule und absolvierte eine kaufmännische Lehre (Kaufmannsgehilfe) in einer Münchner Anwaltskanzlei. Von 1914 bis 1919 diente er im Bayerischen Reserve-Infanterie-Regiment Nr. 16, zuletzt als Offiziersstellvertreter, und war während des Ersten Weltkrieges als Vizefeldwebel zeitweise Hitlers Vorgesetzter. Er übernahm als enger Vertrauter Hitlers bereits zum 1. August 1921 die Geschäftsführung der NSDAP, obwohl er erst am 1. Oktober 1921 in die Partei eintrat. Im April 1922 übernahm er auch die Geschäfte des Parteiorgans Völkischer Beobachter und die Direktion des Franz-Eher-Verlags. Hitler ernannte ihn 1922 zum Reichsleiter für die Presse.
Im Jahr 1923 nahm Amann am Hitlerputsch teil und verbüßte 4 1⁄2 Monate Festungshaft in Landsberg. Ab dem 9. November 1924 saß er (bis April 1933) im Stadtrat von München. Nach dem Verbot der Partei 1923 gehörte er Anfang 1925 zu den Mitbegründern der wieder zugelassenen NSDAP (Mitgliedsnummer 3). Während eines Aufenthalts in Obersalzberg in der Nähe des späteren Berghofes diktierte Hitler ihm den zweiten Teil von Mein Kampf, den Amann auf der Schreibmaschine schrieb. Ab 1925 baute er den Franz-Eher-Verlag zum Zentralverlag der NSDAP aus und formte daraus ein schlagkräftiges Presseimperium, das unter anderem den Völkischen Beobachter und das SS-Kampfblatt Das Schwarze Korps veröffentlichte. Vom 9. Juni 1928 bis zum 12. Juni 1930 war er Mitglied des Kreistages von Oberbayern. 1933 wurde Amann, der 1931 bei einem Jagdunfall den linken Arm verloren hatte, zudem für den Wahlkreis 24 (Oberbayern-Schwaben) in den Reichstag gewählt, dem er auch nach der Errichtung der NS-Diktatur bis zu deren Ende angehörte.
Nach der Machtübernahme der NSDAP hatte Amann – neben Joseph Goebbels und Otto Dietrich – erheblichen Einfluss auf die Gleichschaltung der deutschen Presse. 1933 wurde er Präsident der Reichspressekammer, einer Abteilung der von Goebbels geleiteten Reichskulturkammer. Am 28. Juni 1933 übernahm er den Verbandsvorsitz des Vereins Deutscher Zeitungsverleger (VDZV), mit dessen Gleichschaltung zum „Reichsverband der Deutschen Zeitungsverleger“ er sich 1934 die Kontrolle über das gesamte deutsche Verlagswesen sicherte. Der Reichsminister für Volksaufklärung und Propaganda Joseph Goebbels berief Amann im Oktober 1933 in den Verwaltungsrat des Werberats der deutschen Wirtschaft.
Amann galt als Hitlers Finanzberater und verwaltete die Tantiemen für dessen Werk Mein Kampf, das in einer Auflagenhöhe von über zehn Millionen Exemplaren im Eher-Verlag erschienen war. Amann war es auch, der Hitler überzeugt hatte, den Titel des Buches von Viereinhalb Jahre Kampf gegen Lüge, Dummheit und Feigheit in Mein Kampf zu ändern. Seit dem 15. März 1932 bekleidete Amann innerhalb der SS ehrenhalber den Dienstgrad eines SS-Gruppenführers (SS-Nummer 53.143).
Beim sogenannten Röhm-Putsch am 30. Juni 1934 war Amann bei der Ermordung des SA-Gruppenführers Edmund Heines anwesend. Am 30. Januar 1936 wurde er zum SS-Obergruppenführer ernannt.
Gegen Ende des Zweiten Weltkriegs wurde Amann inhaftiert und verbrachte die Zeit bis zu seiner Verurteilung in mehreren US-amerikanische Internierungslagern. Am 8. September 1948 wurde Amann vom Landgericht München zu zweieinhalb Jahren Gefängnis für die Misshandlung des Chefredakteurs der anti-nationalsozialistischen Wochenzeitung „Der gerade Weg“, Fritz Gerlich, verurteilt. Zwei Monate später wurde er von der Hauptkammer München im Entnazifizierungsverfahren als „Hauptschuldiger“ eingestuft und zu zehn Jahren Arbeitslager verurteilt, jedoch bereits 1953 entlassen. Sein Vermögen wurde eingezogen und die Pensionsrechte wurden ihm aberkannt.